# TT Games
TT Games é uma desenvolvedora de jogos eletrônicos britânica. A empresa é sediada em Buckinghamshire, Inglaterra.
A empresa possui os direitos de desenvolver jogos da franquia LEGO. Em 8 de novembro de 2007, a Warner Bros anunciou a aquisição da empresa, visando a expansão na indústria de video games.

## Títulos desenvolvidos
| Nome                                                           | Ano       | Feito por:                    | Plataformas (se for um jogo)                                                                                |
| -------------------------------------------------------------- | --------- | ----------------------------- | --- |
| LEGO™ Star Wars: The Skywalker Saga                            | 2022      | Warner Bros. Games            | PS4, PS5, Xbox One, Xbox Series X\|S, Nintendo Switch, Microsoft Windows, Mac OS X                          |
| Lego Marvel Super Heroes                                       | 2014 2013 | LucasArts Marvel              | PC, PS3, Xbox 360, Wii U                                                                                    |
| Lego City Stories                                              | 2012      | Nintendo                      | Wii U |
| Lego Batman 2: DC Super Heroes                                 | 2012      | Warner Bros.                  | PC, PS3, X360, Wii, 3DS, PSVita, DS, ieOS                                                                   |
| Lego Star Wars III: The Clone Wars                             | 2011      | LucasArts                     | PC, MAC OSx, Nintendo DS, Nintendo 3DS, PS3, PSP, Xbox 360, Wii                                             |
| Lego Pirates of the Caribbean: The Video Game                  | 2011      | Disney Interactive Studios    | PS3, Xbox 360, Wii, PSP, NDS , 3DS                                                                          |
| Lego Battles: Ninjago                                          | 2011      | Warner Bros.                  | Nintendo DS                                                                                                 |
| Lego Harry Potter: Years 5-7                                   | 2011      | Warner Bros.                  | |
| Lego Harry Potter: Years 1-4                                   | 2010      | Warner Bros.                  | |
| Lego Battles                                                   | 2009      | Warner Bros.                  | |
| Lego Indiana Jones 2: The Adventure Continues                  | 2009      | LucasArts                     | Wii, Xbox 360, PlayStation 3, PSP, Nintendo DS,Mac OS X,Microsoft Windows                                   |
| What's Your News? (Programa de TV)                             | 2009      | Kids CBC                      | |
| Lego Rock Band                                                 | 2009      | Warner Bros./Electronic Arts  | |
| Guinness World Records: The Video Game                         | 2008      | Warner Bros. Games            | |
| The Chronicles of Narnia: Prince Caspian                       | 2008      | Disney Interactive Studios    | |
| Lego Indiana Jones: The Original Adventures                    | 2008      | LucasArts                     | PlayStation 2, PlayStation 3, PlayStation Portable, Xbox 360, Wii, Nintendo DS, Mac OS X, Microsoft Windows |
| Lego Batman: The Video Game                                    | 2008      | Warner Bros. Games            | PlayStation 2, PlayStation 3, Xbox 360, Wii, Nintendo DS, Mac OS X, Microsoft Windows,                      |
| Lego Star Wars: The Complete Saga                              | 2007      | LucasArts                     | PlayStation 3, Xbox 360, Wii, Nintendo DS, Mac OS X, Microsoft Windows, iOS, Android                        |
| Transformers: The Game                                         | 2007      | Activision                    | |
| Bionicle Heroes                                                | 2006      | Eidos Interactive             | |
| Lego Star Wars II: The Original Trilogy                        | 2006      | LucasArts                     | |
| Super Monkey Ball Adventure                                    | 2006      | SEGA                          | |
| F1 Grand Prix                                                  | 2005      | SCEI                          | |
| The Chronicles of Narnia: The Lion, the Witch and the Wardrobe | 2005      | Buena Vista Games             | |
| WRC (PSP version)                                              | 2005      | SCEI                          | |
| Lego Star Wars: The Video Game                                 | 2005      | LucasArts                     | |
| Crash Twinsanity                                               | 2004      | Vivendi Universal Games       | |
| Disney/Pixar's Finding Nemo                                    | 2003      | THQ                           | |
| Haven: Call of the King                                        | 2002      | Midway                        | |
| Crash Bandicoot: The Wrath of Cortex                           | 2001      | Universal Interactive Studios | |
| Toy Story Racer                                                | 2001      | Activision                    | |
| Buzz Lightyear of Star Command                                 | 2000      | Activision                    | |
| Muppet RaceMania                                               | 2000      | Midway                        | |
| Toy Story 2: Buzz Lightyear to the Rescue                      | 1999      | Activision                    | |
| Disney/Pixar's A Bug's Life                                    | 1998      | Disney Interactive Studios    | |
| Rascal                                                         | 1998      | SCEI                          | |
| Sonic R                                                        | 1997      | SEGA                          | |
| Sonic 3D                                                       | 1996      | SEGA                          | |
| Disney's Toy Story                                             | 1995      | Disney Interactive Studios    | |
| Mickey Mania                                                   | 1994      | Sony Imagesoft                | |
| Puggsy                                                         | 1993      | Psygnosis                     | |
| Bram Stoker's Dracula                                          | 1993      | Sony Imagesoft                | |
| Leander                                                        | 1991      | Psygnosis                     | |